# سائومالکول
سائومالکول (به قزاقی: Saumalkol) یک دریاچه در قزاقستان است که در بلندی‌های قزاق واقع شده‌است.